# Harvester (videojuego)
Harvester (en español Segador) es un videojuego perteneciente al género de aventura gráfica para ordenador, escrito y dirigido por Gilbert P. Austin. Fue diseñado por la empresa DigiFX Interactive y publicado por Merit Studios en el año 1996. El 6 de marzo de 2014, Lee Jacobson relanzó en GOG.com, para PC y Mac. El 4 de abril de 2014, Night Dive Studios lo relanzó en Steam para PC y Linux. Hoy en día Harvester es conocido como un videojuego de culto.

## Argumento
El videojuego es protagonizado por Steve, que despierta con un caso de amnesia en una extraña ciudad llamada Harvest (lit. Cosecha) en el año 1953. Él no puede recordar nada de su pasado y cuando le dice a las personas que dicen ser su familia, nadie cree que sea genuinamente amnésico. Todos los habitantes de la ciudad son muy excéntricos y muchos parecen ser más una sátira o estereotipo de la gente real. Todos ellos le insisten continuamente a Steve que debía unirse a la Logia, que es un gran edificio situado en el centro de la ciudad que sirve como la sede de la Orden de Harvest Moon (lit. luna de la cosecha). Steve visita al Sargento de Armas en esa Logia, que le dice que todas sus preguntas serán contestadas en el interior del edificio. Para entrar, primero debe unirse a la Orden de Harvest Moon. Pero con el fin de unirse, debe realizar una serie de tareas que van desde el simple vandalismo al incendio malicioso para su iniciación.
Mientras está husmeando alrededor de la ciudad, realizando estas tareas diversas y aprende más sobre Harvest, Steve visita la residencia Pottsdam. Aquí se encuentra con el obeso y pervertido Sr. Pottsdam, quien le dice a Steve que debe casarse con su hija, Stephanie, en unas pocas semanas. Steve se encuentra con su supuesta futura esposa tras subir las escaleras del edificio hasta su primer piso. Le explica a Steve que ella también tiene amnesia, y al igual que Steve, se da cuenta de que algo no le parece correcto sobre la ciudad. Durante el transcurso de los días, Steve realiza con éxito todas las tareas requeridas y cuando visita a Stephanie en su habitación, se encuentra con nada más que un cráneo mutilado y una médula espinal. Él lo lleva al sargento de armas y le pregunta si estos son realmente los restos de Stephanie, a lo que el sargento le explica que, en el interior de la Logia, él aprenderá la verdad, y le permite el acceso a Steve.
Dentro de la Logia Steve visita tres pisos diferentes y se encuentra con la sala del caos y el asesinato. Él debe resolver varios rompecabezas a lo largo del camino, así como visitar diferentes salas, mencionadas como "templos" por sus ocupantes, donde se deben tomar varias decisiones morales. Finalmente llega al Inner Sanctum, donde habla con la directora Herrill del Gein Memorial School de Harvest, que explica que él es el segundo al mando de la Orden de Harvest y debe ser abordado con Vice Muck Herrill. El jefe de la Orden de Harvest, Grand Muckity Muck, comparte algunas palabras cortas con Steve, y luego lo ataca. Steve mata con éxito a Grand Muckity Muck y se encuentra con el Sargento de Armas por última vez.
Él le revela que Stephanie, está viva, pero conectada a un dispositivo de tortura especial, que incremento su dolor cada vez que Steve se subió a un piso en la Logia. Él la libera del dispositivo y le explica a Steve que todo en Harvest es creado por un simulador de realidad virtual, al que él y Stephanie están conectados. El Sargento de Armas le explica que esta simulación se ha creado con la esperanza de convertir con éxito a Steve en un asesino en serie en la vida real. Luego da a Steve un ultimátum: casarse con Stephanie y vivir el resto de su vida en la realidad virtual que es Harvest o matar a Stephanie. Ella moriría en la vida real, pero Steve sería así puesto en libertad y tendrá toda la libertad de vivir en el mundo real como un asesino en serie.
Si el jugador decide matar a Stephanie, luego se muestra una secuencia cinemática en la que Steve después de la muerte de Stephanie le quita el cráneo y la médula espinal. Tras que el asesinato se haya completado, Steve despierta dentro del simulador de realidad virtual y se va a un taxi que está esperando afuera, donde asesina brutalmente al conductor. Él regresa a su casa, donde su madre critica la violencia en los videojuegos diciendo que la gente que ve la violencia comete actos de violencia. Steve ridiculiza las afirmaciones de su madre y se ríe de su comparación de medios violentos a "dibujos animados del Correcaminos, mientras se muestra un acercamiento directo hacia el esófago de Steve mientras este ríe donde en el interior de su estómago se mostraba que él había consumido un dedo humano."
Si el jugador opta por salvar la vida de Stephanie, el Sargento de Armas expresa su decepción porque Steve elija este final. Steve dice que prefiere morir antes que convertirse en un asesino en serie, a lo que el Sargento de Armas responde que debería disfrutar de su vida "tal como es". Entonces, el jugador ve una secuencia de clips en los que Steve se casa con Stephanie en una ceremonia oficiada por el Sargento de Armas y los dos tienen un hijo juntos. Sus tumbas son luego presentados, seguido por la muerte de sus cuerpos en la vida real con sus vidas virtuales que sólo duraron unos minutos.

## Reparto
- Kurt Kistler como Steve Mason
- Ryan Wickerham como la voz de Steve
- Lisa Cangelosi como Stephanie
- Kevin Obregón como el Sargento de armas/técnico #1
- Ryan Wickerham como la voz del Sargento de armas
- Mary Allen como Mamá/Sra. Pottsdam/madres genéricas de PTA
- Gilbert P. Austin como Sr. Moynahan
- Nelson Knight como el Sheriff Dwayne
- Bob Cawley como Sr. Johnson
- Graham Teschke como el Coronel Buster Monroe
- Tracy Odell como mujer negra exótica (acreditada como Tracy Napodano)
- Mike Napodano como hombre de las cartas/técnico #2
- Michael Napodano Jr. como hermana bebé
- Tim Higgins como el maestro de ajedrez
- Rheagan Wallace como Karin
- Roxanne Lovseth como Edna Fitzpatrick
- Travis Miller como Sr. Pottsdam
- Tom Lima como Kewpie
- Christopher Ammons como Jimmy James
- Charles Beecham como Postmaster Boyle
- Jack Irons como Grand Poobah

## Jugabilidad
El videojuego utiliza una interfaz de aventura gráfica. Los jugadores deben visitar varios lugares dentro de la ciudad ficticia Harvest, lo que se puede hacer a través de un mapa superior. Al hablar con varios habitantes del pueblo y haciendo clic en "puntos calientes" especiales, los jugadores pueden aprender información y recoger objetos que progresan la historia y la partida. Harvester también cuenta con un sistema de lucha donde los jugadores pueden atacar a otros personajes mediante la selección de un arma y luego haciendo clic en el objetivo. Tanto el objetivo y el personaje del jugador tienen una cantidad limitada de vitalidad disponible, permitiendo que la jugador o el objetivo mueran. Los jugadores pueden optar por avanzar en el juego resolviendo rompecabezas o matando a uno de los personajes no jugadores.

## Desarrollo y controversia
Harvester fue desarrollado por FutureVision (renombrado como DigiFX ya al momento del estreno del videojuego). Su escritor y director Gilbert P. Austin rememoró al respecto:

Tenía la sensación de que FutureVision, siendo una empresa pequeña, necesitaría algo de "alto concepto" para competir con los gigantes de la industria de la época, y sostuve que Harvester era exactamente esa idea. Realmente fue la única idea que lancé. Recuerdo que me llegó en un instante. Así es como obtengo muchas de mis ideas, en apuros creativos donde apenas puedo escribir lo suficientemente rápido como para entenderlo todo. ...El concepto de Harvester, la idea de que al final del juego quería que el jugador reflexionara sobre si había internalizado la violencia exagerada y las imágenes surrealistas del videojuego de la misma manera que Steve, y el final primario... todo esto estuvo en el concepto inicial que anoté en uno de esos pequeños cuadernos de espiral para reporteros en unos 30 minutos. Eso es lo que le propuse a FutureVision, y lo compraron.

Harvester se anunció primero al público en el evento Consumer Electronics Show (CES) durante enero de 1994 en Las Vegas. El contenido oscuro y blasfemo del videojuego atrajo una enorme cantidad de atención y creó muchas expectativas. El escritor/director Gilbert P. Austin estaba en contra de cualquier tipo de censura y quería que el videojuego sirviera como un examen en la controversia sobre si la violencia en los medios de comunicación crea o se crea de la violencia en la sociedad. Austin terminó el trabajo creativo en el otoño de 1994 y se trasladó a otros proyectos. El videojuego iba a ser lanzado en el mismo año, pero por alguna razón se tomó dos años más para terminar la programación. Ese retraso fue fatal y Harvester resultó ser un fracaso comercial.
En una conferencia de prensa de diciembre de 1996, el Dr. David Walsh publicó una lista de videojuegos que consideraba excesivamente violentos. Jacobson exigió públicamente que se añadiera a Harvester, que no estaba incluido en la lista del Dr. Walsh. El periodista de videojuegos Christian Svensson describió las acciones de Jacobson como "desvergonzadas", y no se refirió a Jacobson, DigiFX o Harvester por su nombre para no proporcionar un refuerzo positivo para tal búsqueda de publicidad.
En Europa, la escena en la que los niños estaban comiéndose a su madre fue censurada. En Alemania se optó por prohibir al videojuego.

## Recepción
La recepción crítica de Harvester fue desde mixta a promedio, de acuerdo con el agregador de reseñas Metacritic, donde actualmente tiene una calificación de 53%, basada en 8 reseñas. PC Gamer inicialmente dio a una reseña positiva en su lanzamiento inicial, pero lo criticó en una reseña de 2011, donde lo llamaron el "videojuego de terror más gore, más confuso, y sobre todo más estúpido nunca visto."  Allgame comentó que la liberación retardada del videojuego impactó negativamente a Harvester en su recepción, ya que se sentido "anticuado" para cuando "finalmente llego a los estantes". Se llegó a decir que sentían que esto era indicativo del videojuego en su conjunto, ya que "las conversaciones con los personajes son frustrantes y a menudo tienen poco sentido, además de la forma en que se desarrolla la trama es decepcionante. ...hay cosas que nunca se explican, y el tercio final del juego es aburrido y sin sentido". La reseña de GameSpot fue mixta, ya que consideraban que no había "nada realmente revolucionario pasando en Harvester", pero elogió los segmentos de vídeo de movimiento completo del videojuego como "verdaderamente perturbadores" y comentó que tenía "mecánicas de aventura de prueba-y-error con giros entretenidos". Entertainment Weekly le dio al videojuego una calificación B+.